# Gleipnir
Gleipnir (staronordijski Gleipnir) su okovi kojim su bogovi okovali čudovišnoga vuka Fenrisulfa, Lokijeva sina. Riječ gleipnir znači otvoren.
Prvo su bogovi pokušali sami okovati Fenrisulfa uzama Leding, potom uzama Dromi, no vuk bi se svaki put oslobodio željeznih okova. Znajući kakva im opasnost prijeti od njega, Odin šalje Freyeva glasnika Skirnira u zemlju crnih vila da od patuljaka naruči okove kojih se Fenrisulf neće moći osloboditi.
Patuljci su bili najvještiji majstori u staronordijskom svijetu i samo su oni bili u stanju načiniti tako nešto. Okovi su bili glatki i meki, poput svilene čipke, ali jaki toliko da ih ni Fenrisulf nije mogao raskinuti. Načinjeni su od šest sastojaka: 
- od mačjega paperja,
- ženske brade,
- od korijenja planina,
- od medvjeđih tetiva,
- od ribljeg daha, i
- ptičje pljuvačke.

Kako je Fenrisulf sumnjao na prijevaru, zatražio je da mu netko, kao zalog da će ga pustiti iz okova, stavi ruku u ralje. Svi su bogovi ustuknuli, a hrabri je Tyr ispružio desnicu. Kada je vuk napokon bio okovan i svi su se uvjerili da se ne može izbaviti iz uza, svima je bilo lakše. Osim Tyru: on je ostao bez ruke.
Kada se približi vrijeme Ragnaroka, dogodit će se mnogi neobični događaji. Između ostaloga, otvorit će se i svi okovi. Tako će i Gleipnir popustiti i Fenrisulf će se osloboditi. Staronordijski je svijet predestiniran, sudbinu se ne može izbjeći, tako ni propast bogova. Okivanje Fenrisulfa ipak nije spasilo bogove od njihova usuda.